# 班格伊高地
78°02′30″S 85°34′00″W / 78.04167°S 85.56667°W

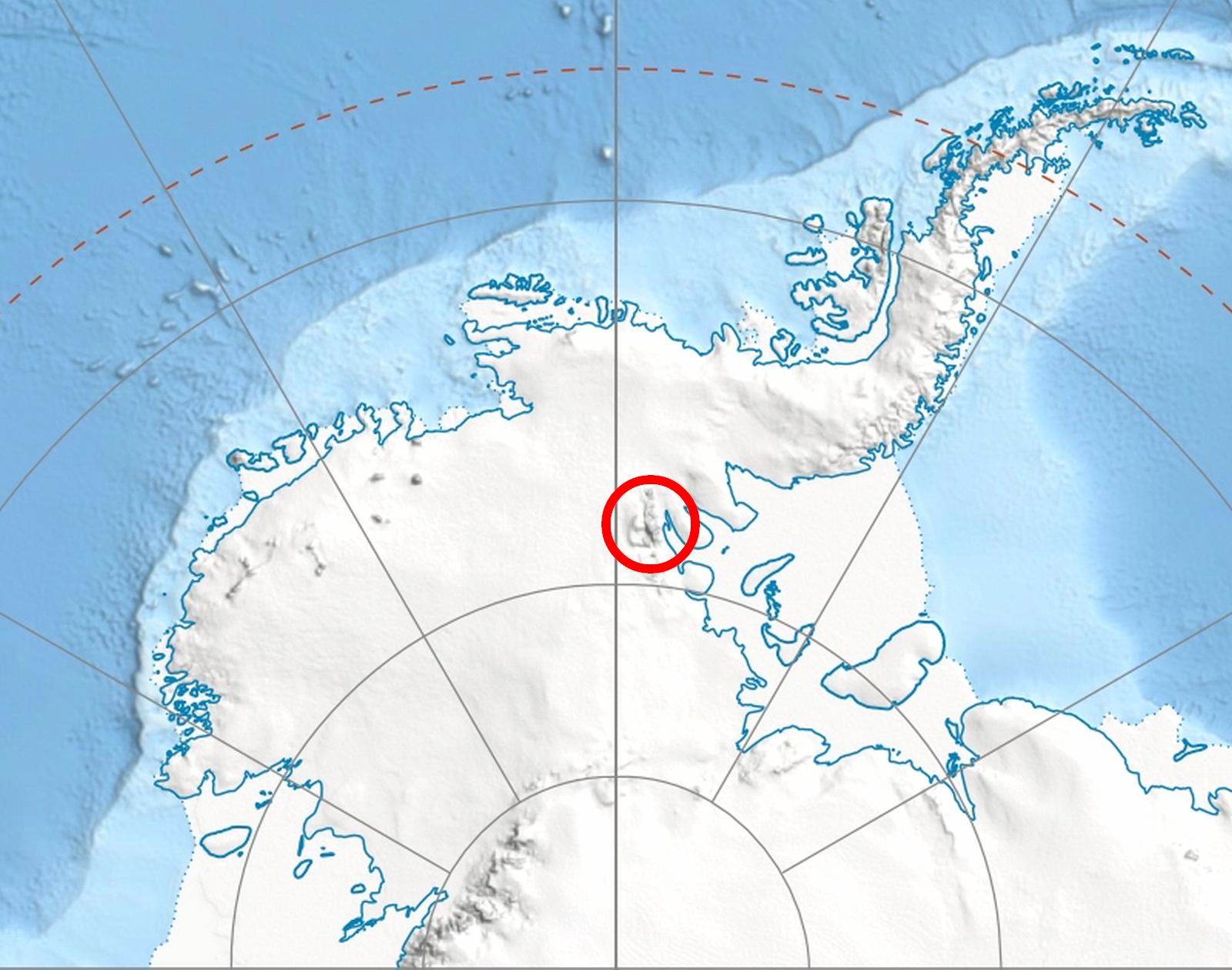

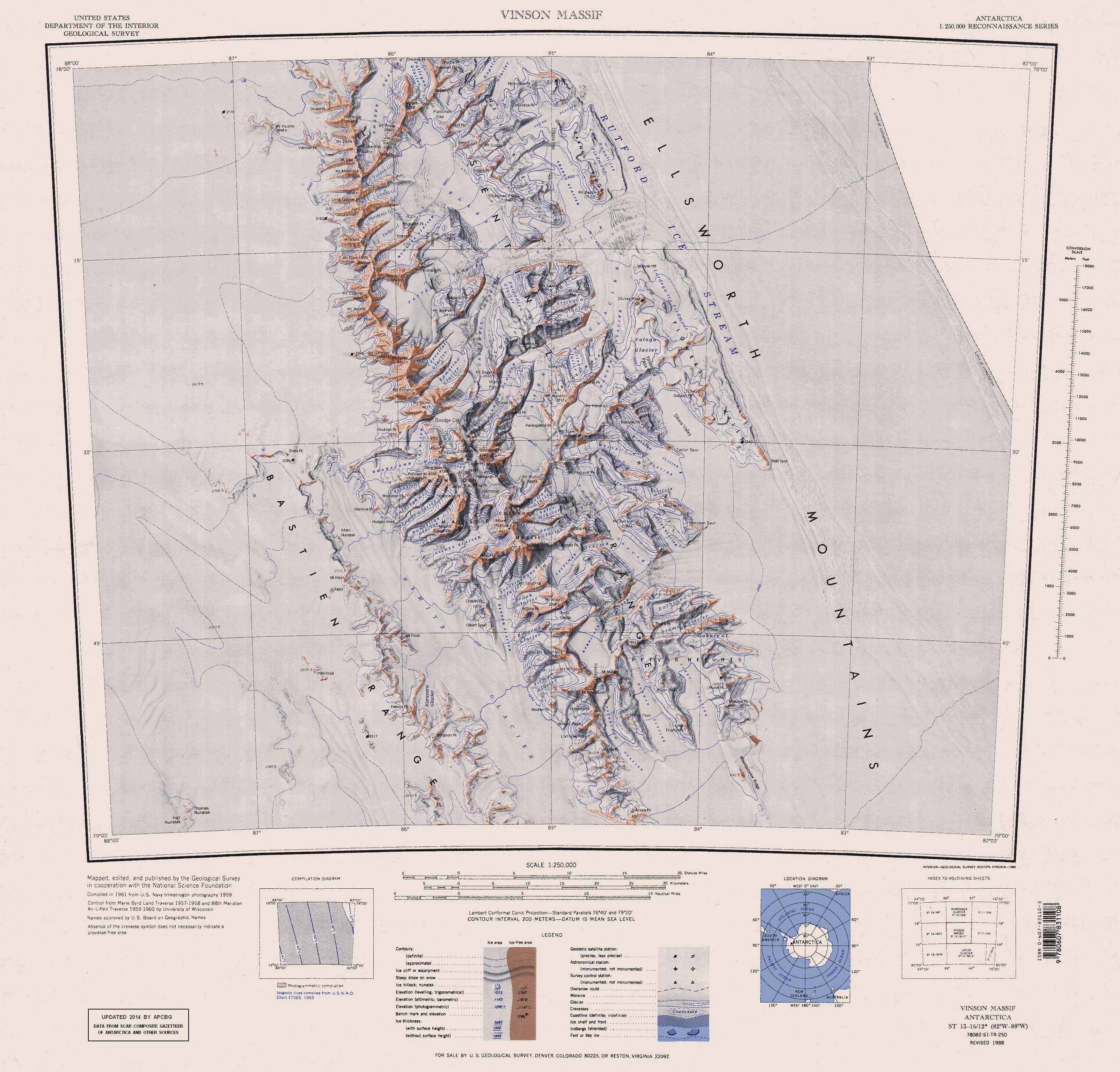

班格伊高地是南極洲的高地，位於埃爾斯沃思地，屬於埃爾斯沃思山脈中森蒂納爾嶺的一部分，長12公里、寬10公里，海拔高度2,900米，以保加利亞北部的城鎮命名。

## 外部連結
- Bangey Heights. （页面存档备份，存于） SCAR Composite Antarctic Gazetteer.